# Paweł Pawłowski
Paweł Pawłowski, född 3 mars 1982, är en polsk basketspelare. 
Pawłowski deltog vid olympiska sommarspelen 2020 och var en del av Polens lag som blev utslagna i gruppspelet i tremannabasket.